# Poursuite mortelle
Pour plus de détails, voir Fiche technique et Distribution.
Poursuite mortelle (A Lonely Place to Die) (anciennement The Long Weekend ), est un thriller britannique coécrit, réalisé et monté par Julian Gilbey et sorti le 9 septembre 2011.

## Synopsis
Cinq amis alpinistes partent escalader les Highlands en Écosse. En route, ils font une surprenante découverte : une petite fille (dont ils ne comprennent pas la langue) enterrée vivante dans une fosse de 1,5 m, cachée au milieu d'une forêt totalement inaccessible. Ils comprennent vite qu'ils sont sur un terrain dangereux et décident immédiatement de quitter les lieux, emmenant avec eux l'enfant, Anna. Les ravisseurs de la petite fille s'en sont pris à un très grand homme d'affaires serbe et réclament une rançon de 6 millions d'euros.
Ces ravisseurs se lancent dans une véritable chasse à l'homme afin d'éliminer la fillette et ses sauveurs. Parallèlement, une équipe envoyée par le père pour payer la rançon et récupérer l'enfant arrive sur les lieux.

## Fiche technique
- Titre original : A Lonely Place to Die
- Titre français : Poursuite mortelle
- Réalisation : Julian Gilbey
- Scénario : Julian Gilbey et Will Gilbey
- Direction artistique : Matthew Button
- Photographie : Ali Asad
- Montage : Julian Gilbey
- Musique : Michael Richard Plowman
- Production : Michael Loveday
- Société(s) de production : Carnaby International et Eigerwand Pictures
- Société(s) de distribution :  Kaleidoscope Pictures
- Budget : 4 million $
- Pays d’origine :  Royaume-Uni
- Langue : Anglais
- Format : Couleurs (DeLuxe) - 35mm - 2.35:1 -  Son Dolby numérique
- Genre cinématographique : Thriller
- Durée : 99 minutes
- Dates de sorties : 
  -  Allemagne : 12 février 2011 (European Film Market)
  -  Royaume-Uni : 9 septembre 2011
  -  France : 1er février 2012 (uniquement en DVD et Blu-ray)
- Interdit aux moins de 12 ans lors de sa sortie en France

## Distribution
- Melissa George : Alison
- Ed Speleers : Ed
- Eamonn Walker : Andy
- Sean Harris : Mr. Kidd
- Alec Newman : Rob
- Karel Roden : Darko
- Kate Magowan : Jenny
- Garry Sweeney : Alex
- Stephen McCole : Mr. Mcrae
- Paul Anderson : Chris
- Holly Boyd : Anna
- Douglas Russell : Chasseur 1
- Gillian MacGregor : Policière
- Mathew Zajac : Mr. Rakovic
- Eric Barlow : Sergent Gray
- Alan Steele : Chasseur 2

## Box-office
- 25,345 $, 000 ( Royaume-Uni)